# Publiczna sieć telekomunikacyjna
Publiczna sieć telekomunikacyjna – sieć telekomunikacyjna wykorzystywana głównie do świadczenia publicznie dostępnych usług telekomunikacyjnych.
Obejmuje systemy transmisyjne oraz urządzenia komutacyjne lub przekierowujące, a także inne zasoby, w tym nieaktywne elementy sieci, które umożliwiają nadawanie, odbiór lub transmisję sygnałów za pomocą przewodów, fal radiowych, optycznych lub innych środków wykorzystujących energię elektromagnetyczną, niezależnie od ich rodzaju. Wykorzystywane są one głównie do świadczenia publicznie dostępnych usług telekomunikacyjnych.